# Мутин
Му́тин (МФА: [ˈmut̪ɪn̪] ( прослухати)) — село в Україні, у Кролевецькій міській громаді Конотопського району Сумської області. До 2020 орган місцевого самоврядування — Мутинська сільська рада.
Населення становить 841 особа.

## Назва
За народними переказами, назва села походить від першого поселенця козака Мута.

## Символіка
На гербі зображено меч увіткнутий у води річки, з рибиною з вусами, по бокам від меча два козацькі хрести. Рибою на гербі виступає короп звичайний, який завдяки своїм вусам чудово орієнтується в каламутній воді (герб є напівпромовистим). Синє тло з хвилями - велична річка Сейм, яка в межах від Путивля до Мутина має найбільшу різноманітність риб (14 видів). Меч символізує одну з найвидатніших знахідок останнього часу, так зване Мутинське дружинне поховання стародавніх воїнів-германців з великою кількістю зброї, в тому числі знайдені довгі мечі. Козацькі хрести ведуть нас до козака Мута, засновника села, а також до колишнього Мутинського монастиря.

## Географія

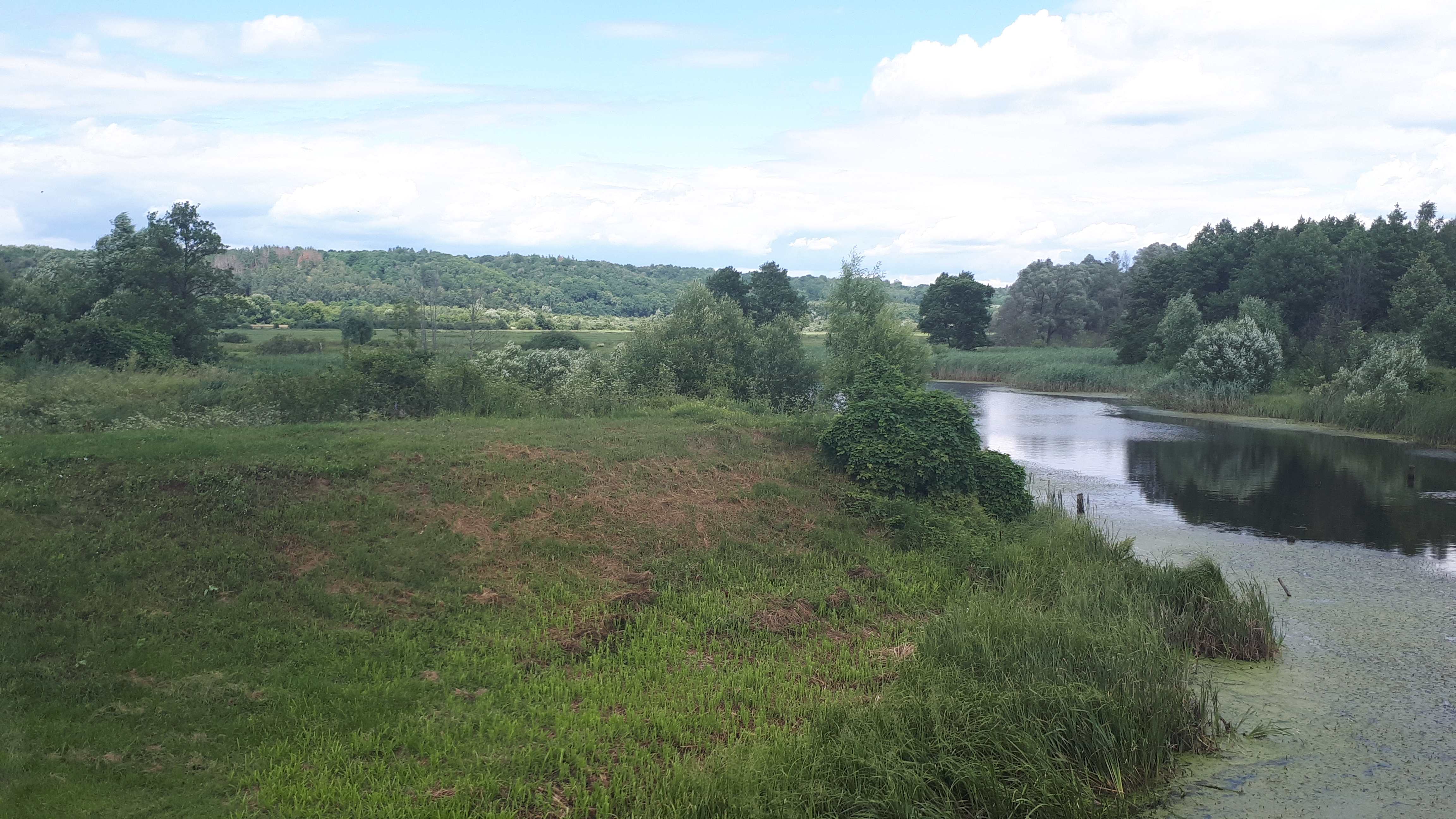
Загальнозоологічний заказник місцевого значення Оленкин

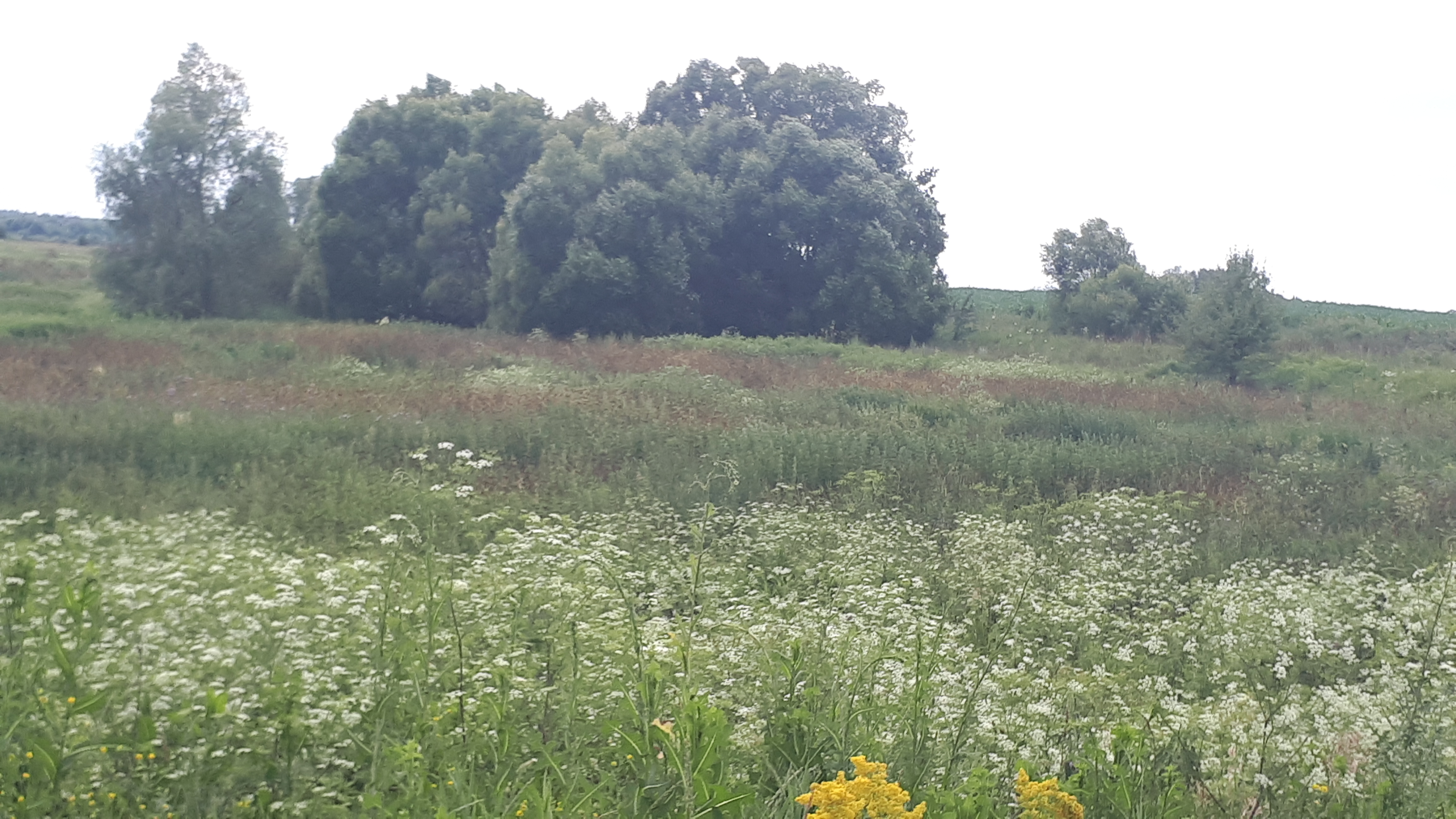
Загальнозоологічний заказник місцевого значення Попів Грудок

Село Мутин знаходиться на правому березі річки Сейм, вище за течією на відстані 3 км розташоване село Камінь, нижче за течією на відстані 3,5 км розташоване село Божок, на протилежному березі — село Новомутин та Прилужжя Конотопського району. Річка в цьому місці звивиста, утворює лимани, стариці і заболочені озера. Поруч проходить автомобільна дорога Т 1907. До районного центру м. Кролевець — 19 км.
Селом протікає струмок Мутинка, правий доплив Сейму.

### Природоохоронні об'єкти
На південь та південний-схід від села у заплаві річки Сейм знаходиться загальнозоологічні заказники місцевого значення Оленкин, та Попів Грудок що входять до складу Сеймського регіонального ландшафтного парку.

## Археологія

### Мутинський могильник

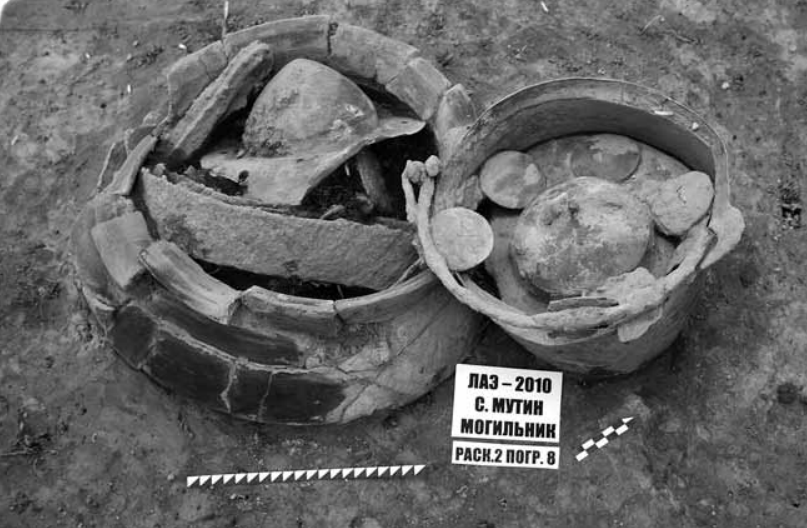
Мутинський могильник

Наприкінці 2009 р. на правому березі р. Сейм між селами Мутин та Камінь випадково знайдено поховання (I ст. до н. е. - I ст.), подальші розкопки виявили наявність 14 поховань, що свідчить про дружинне поховання, заповнене передовою для того часу зброєю (довгими мечами та щитами), бронзовими сітулами (посудинами) західного походження і залізними шоломами східнокельтського типу. У деяких похованнях залишки кремації були поміщені саме в шоломи. Поховальний обряд знаходить аналогії серед таких латенізованих культур північнозахідного кола як пшеворська й оксивська. Саме для них характерні кремації, що супроводжуються ритуально погнутою або поламаною зброєю.
Хоча поховання зі зброєю доволі поширені у пшеворській культурі, подібних дружинних могильників там не відомо. Певною аналогією Мутинському могильнику можуть слугувати виключно чоловічі, наповнені зброєю поховання так зв. горизонту Гроссромштедт межі ер на німецьких землях.

## Історія
Село відоме з першої половини XVII ст. У 1-й пол. 17 ст. належав польському магнату Пісочинському. В селі існував Мутинський монастир.
На початку XVII ст. в межах сучасного Кролевецького району виникають поселення, що засновуються українськими селянами та козаками, які тікають від польсько–шляхетського гніту. Частина переселенців, що рухалася із заходу на схід, просуваючись вздовж р. Сейм шукала зручних місць для переправи. Така переправа виникла біля сучасного с. Мутин, тут і засновано перше велике поселення людей. Дослідники вважають, що поселення біля Мутина було «издерле». Це пояснюється саме вдалою переправою через Сейм, якою можна було користуватися фактично весь рік на прямій дорозі із Новгород – Сіверського на південь. Багаті рибні місця, багаті на дичину ліси, гарна переправа швидко привабила велику кількість людей, рибний промисел давав значні доходи. Відсутність тиску влади давала відчуття свободи.
Напередодні скасування кріпацтва, 1859 року у казенному й козацькому селі Кролевецького повіту Чернігівської губернії мешкало 2594 особи (1199 чоловічої статі та 1395 — жіночої), налічувалось 367 дворових господарств, існували православна церква, сільська розправа, поромна переправа.
Станом на 1886 у колишньому державному селі, центрі Мутинської волості, мешкало 2673 особи, налічувалось 467 дворових господарств, існували православна церква, школа, школа, 6 постоялих будинків, 5 лавок, відбувався щорічний ярмарок.
За даними на 1893 рік у поселенні мешкало 3423 особи (1699 чоловічої статі та 1724 — жіночої), налічувалось 546 дворових господарств.
За переписом 1897 року кількість мешканців зросла до 3647 осіб (1788 чоловічої статі та 1859 — жіночої), з яких 3573 — православної віри.
Село постраждало внаслідок геноциду українського народу, проведеного урядом СССР в 1932—1933 роках.
У роки німецько-радянської війни село спалене нацистами.
У Мутині містилася центральна садиба колгоспу «Україна», що вирощував зернові культури, картоплю та цукрові буряки й спеціалізувався на м’ясо-молоч. тваринництві. Працювали цегельня і хлібозавод райспоживспілки.
28 вересня 2013 року село газифіковане.
12 червня 2020 року, відповідно до розпорядження Кабінету Міністрів України № 723-р «Про визначення адміністративних центрів та затвердження територій територіальних громад Сумської області», село увійшло до складу Кролевецької міської громади.
19 липня 2020 року, в результаті адміністративно-територіальної реформи та ліквідації Кролевецького району, увійшло до складу новоутвореного Конотопського району.

## Населення

### Мова
Розподіл населення за рідною мовою за даними :
| Мова       | Кількість | Відсоток |
| ---------- | --------- | -------- |
| українська | 1401      | 97.9%    |
| російська  | 30        | 2.0%     |
| Усього     | 1431      | 100%     |

## Еміграція
Переселенці з села Мутин у 1886 році заснували в теперішньому Приморському краї Росії село Чернігівку, назване на честь Чернігівської губернії, з якої вони емігрували.

## Сьогодення
Нині функціонує філія «Присеймівська» с.-г. компанії «Нібулон». Діють школа, дитсадок; будинок культури, бібліотека; амбулаторія загальної практики сімейної медицини. На Сумщині здобув популярність народний жіночий фольклорний ансамбль. Діє церква св. княгині Ольги.

## Відомі люди
У селі народилися:
- Бик Олексій — доброволець ДУК ПС, співак, поет.
- Горецький Петро Йосипович (1888—1972) — український мовознавець, лексикограф.
- Горох Володимир Васильович (21 серпня 1961 р.) — заслужений лікар України, Головний лікар комунального закладу «Сумська обласна клінічна лікарня» (з 2009 р.).
- Грищенко Віталій Миколайович (18 жовтня 1963) — український орнітолог та природоохоронець.
- Курок Віра Панасівна (нар. 1958) — українська науковиця, фахівчиня у галузі технічної механіки, доктор педагогічних наук (2013), професорка (2015), Заслужений працівник освіти України.
- Курок Олександр Іванович (13 червня 1955) — український педагог, ректор Глухівського національного педагогічного університету імені Олександра Довженка (з 2000 р.).
- Петрусенко Анатолій Миколайович — віце-президент концерну «Укрросметал».
- Пономаренко Степан Сергійович (19 вересня 1924 — 31 травня 2007, м. Кролевець, Сумська область) — український будівельник, громадський діяч, ветеран Другої світової війни, кавалер ордену Богдана Хмельницького II ступеня (2006), ордену Вітчизняної війни І ступеня.
- Рінкевич Ганна Іванівна (1940) — агроном-виноградар радгоспу-заводу «Жемчужний», голова виконкому Льговської сільської ради Кіровського району Кримської області. Депутат Верховної Ради УРСР 8—10-го скликань.
- Самко Володимир Георгійович (1925—1984) — кавалер трьох орденів Слави.

## Цікаві факти
- В одній з програм проєкту «Сковорода. Гастробайки» у селі Мутин частували давньою українською стравою з дуже незвичною назвою – баба-шарпанина. За цією цікавою назвою «ховається» запечений кулінарний шедевр зі шматочків щуки у рідкому тісті, засмаженому з олією, морквою та цибулею.[15]